# راپسودی بر اساس تمی از پاگانینی

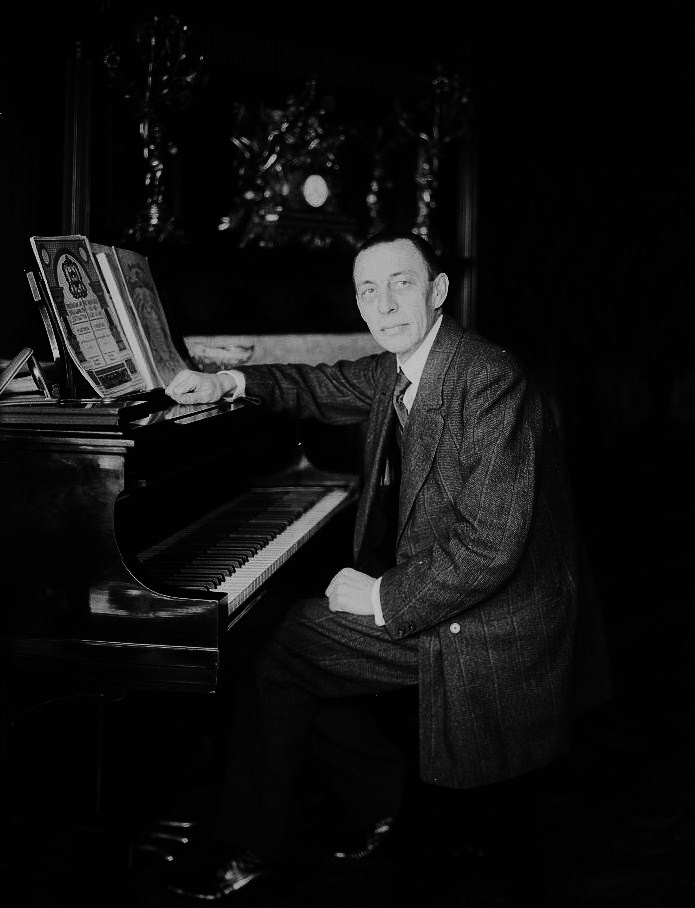
راخمانینوف در سال ۱۹۳۳

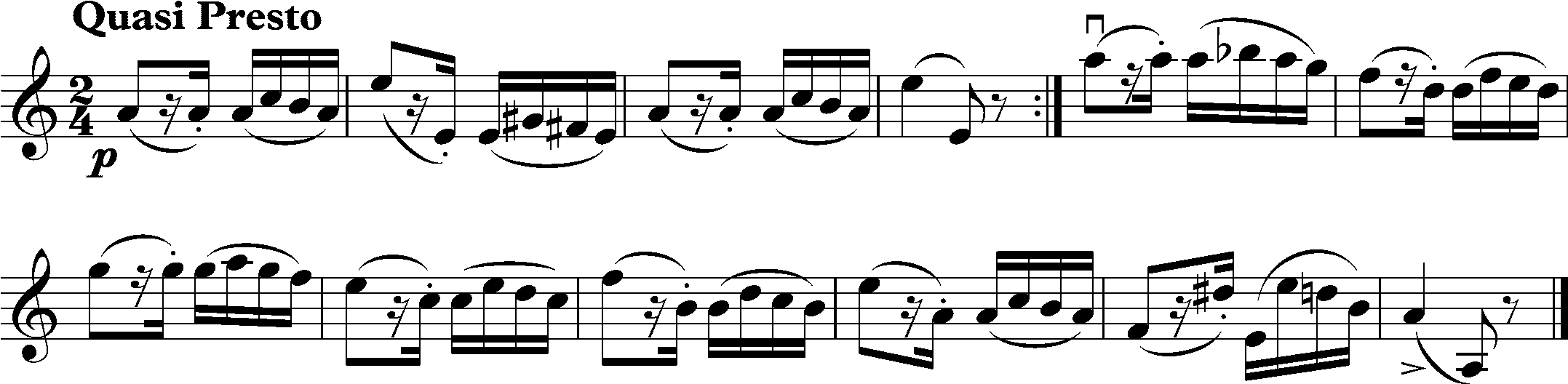
تم پاگانینی

راپسودی بر اساس تمی از پاگانینی، اپوس ۴۳، (روسی: Рапсодия на тему Паганини، Rapsodiya na temu Paganini) اثری کنسرتانی است که توسط سرگئی راخمانینوف برای پیانو و ارکستر نوشته شده و تقریباً به یک پیانو کنسرتو شباهت دارد. راخمانینف این اثر را از ۳ ژوئیه تا ۱۸ اوت ۱۹۳۴ در خانه تابستانی خود در ویلا سنار در سوئیس نوشت. راخمانینوف بشخصه پیانوی این اثر را در خانه اپرای لیریک در بالتیمور، مریلند با همراهی ارکستر فیلادلفیا به رهبری لئوپولد استوکوفسکی نواخت. راخمانینوف، استکوفسکی و ارکستر فیلادلفیا اولین ضبط این اثر را در ۲۴ دسامبر ۱۹۳۴ توسط آرسی‌ای رکوردز در استودیوی کلیسای ترینیتی در کمدن در ایالت نیوجرسی انجام دادند. اولین اجرای راپسودی در انگلستان، در شهر منچستر توسط ارکستر هاله به رهبری نیکولای مالکو صورت گرفت.

## سازها
این قطعه برای پیانو و ارکستر نوشته شده‌است: فلوت پیکولو، دو فلوت، دو ابوا، کر آنگله، دو کلارینت در B♭، دو فاگوت در F، چهار کر در F، دو ترومپت در C، سه ترومبون، توبا، تیمپانی، مثلث، طبل کوچک، سنج، طبل بزرگ، گلوکن‌اشپیل، چنگ و سازهای زهی.

## ساختار
این قطعه مجموعه‌ای از ۲۴ واریاسیون در آخرین کاپریس برای تک‌نوازی ویولن اثر پاگانینی است که الهام‌بخش آهنگسازان بسیاری بوده‌است. اجرای کل اثر ۲۲–۲۴ دقیقه به طول می‌انجامد. همه واریاسیون‌ها در لا مینور هستند، به جز مواردی که به آن‌ها اشاره شده‌است.
- بخش اول:
  - درآمد: Allegro vivace
  - واریاسیون ۱: (Precedente)
  - تم: L'istesso tempo
  - واریاسیون ۲: L'istesso tempo
  - واریاسیون ۳: L'istesso tempo
  - واریاسیون ۴: Più vivo
  - واریاسیون ۵: Tempo precedente
  - واریاسیون ۶: L'istesso tempo
  - واریاسیون ۷: Meno mosso, a tempo moderato
  - واریاسیون ۸: Tempo I
  - واریاسیون ۹: L'istesso tempo
  - واریاسیون ۱۰: L'istesso tempo
- بخش دوم:
  - واریاسیون 11: Moderato
  - واریاسیون 12: Tempo di minuetto (ر مینور)
  - واریاسیون 13: Allegro (ر مینور)
  - واریاسیون 14: L'istesso tempo (فا ماژور)
  - واریاسیون 15: Più vivo scherzando (فا ماژور)
  - واریاسیون 16: Allegretto (سی بمل مینور)
  - واریاسیون 17: (Allegretto) (سی بمل مینور)
  - واریاسیون 18: Andante cantabile (ر بمل ماژور)
- بخش سوم:
  - واریاسیون 19: A tempo vivace
  - واریاسیون 20: Un poco più vivo
  - واریاسیون 21: Un poco più vivo
  - واریاسیون 22: Marziale. Un poco più vivo (Alla breve)
  - واریاسیون 23: L'istesso tempo
  - واریاسیون 24: A tempo un poco meno mosso (لا ماژور → لا مینور)

اگرچه این اثر راخمانینوف از ابتدا تا انتها بدون وقفه ادامه می‌یابد اما همان‌طور که دیده می‌شود آنرا می‌توان همانند یک کنسرتو به سه موومان تقسیم کرد: واریاسیون اول تا دهم مربوط به بخش اول، واریاسیون ۱۱ تا ۱۸ یک موومان آهسته و واریاسیون ۱۹ تا ۲۵ فیناله را تشکیل می‌دهند.

## تحلیل
بعد از مقدمه‌ای کوتاه، اولین واریاسیون قبل از تم اجرا می‌شود. تم پاگانینی بعد از اولین واریاسیون توسط سازهای زهی نواخته می‌شود که پیانو نیز با نواختن نت‌های برجسته ارکستر را همراهی می‌کند. راخمانینوف، ایده قراردادن اولین واریاسیون قبل از تم اصلی به احتمال زیاد از فیناله سمفونی شماره ۳ (ارویکا) اثر بتهوون الهام گرفته بود. واریاسیون‌های دوم تا ششم دوباره عناصری از تم اصلی را اجرا می‌کنند. مکث‌ها و متانت ضربات کلیدهای پیانو در واریاسیون ۶ شکوفا می‌شود و تغییر سرعت و لحن موسیقی را نوید می‌دهد. در ادامه، پیانو با صلابت ملودی Dies Irae یا روز خشم را می‌نوازد که تشییع مردگان در قرون وسطی را به خاطر می‌آورد، در حالی که ارکستر با نواختن تم اصلی پاگانینی با سرعتی آهسته‌تر، با پیانو همراهی می‌کند. این قطعه یکی از چندین قطعه ساخته راخمانینوف است که ملودی ساده و دلنشین روز خشم را می‌نوازد.

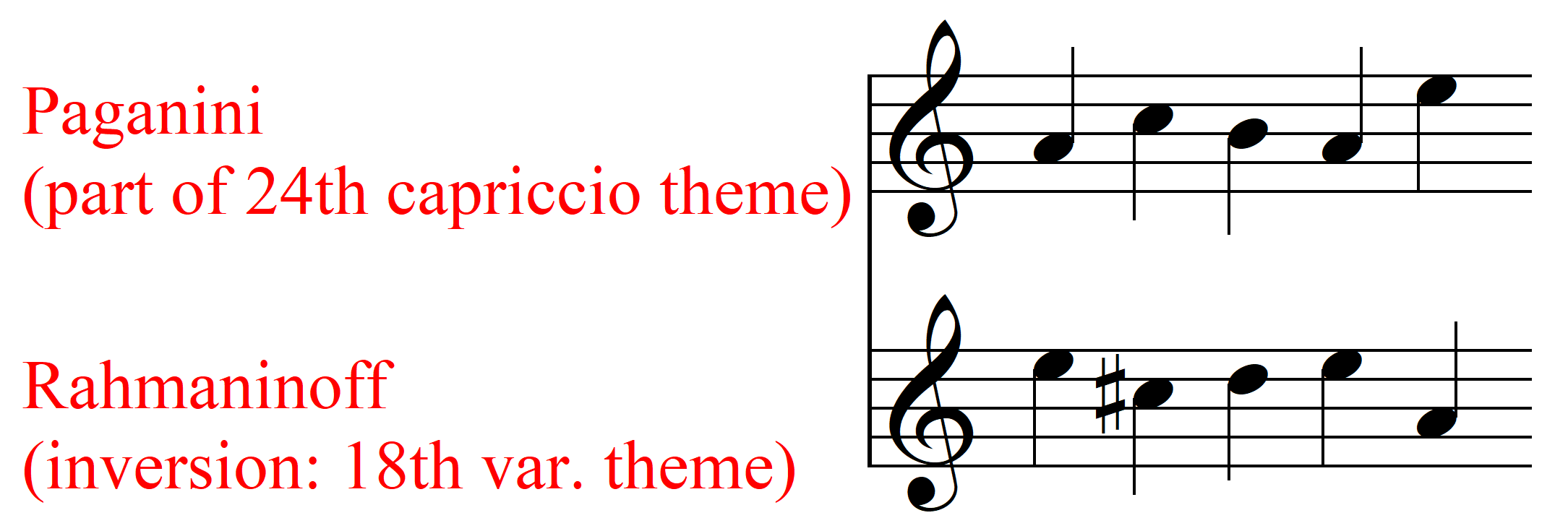
معکوس‌سازی ملودی

واریاسیون آهسته هجدهم با اختلاف فراوان شناخته‌شده‌ترین بخش راپسودی است. این واریاسیون بر اساس معکوس سازی ملودی اصلی پاگانینی تصنیف شده‌است. به عبارت دیگر، راخمانینوف تم اصلی پاگانینی را که در لا مینور اجرا می‌شود در ر بمل ماژور اجرا کرد. راخمانینوف به جذابیت این واریاسیون آگاه بود و در مورد آن گفته بود: این یکی نماینده من است.
واریاسیون ۲۴ از سایر واریاسیون‌های تنوع ملودیک بیشتری دارد که راخمانینوف در آن با یک لغزه روی پیانو به تم اصلی بر می‌گردد و راپسودی را به پایان می‌رساند. با توجه به سرعت و جهش‌های شدید روی پیانو در بیست و چهارمین و آخرین واریاسیون راپسودی، پیانیست‌ها عموماً در اجرای این بخش با دشواری زیادی روبرو می‌شوند. اندکی قبل از اجرای جهانی این اثر، شخص راخمانینوف - که به اضطراب اجرا مبتلا بود - در مورد توانایی‌های خود در اجرای این بخش دچار شبهه بود. راخمانینوف به پیشنهاد دوستش بنو مویزویچ، عهدی را که برای خودداری از نوشیدن الکل با خود بسته بود زیر پا گذاشت و یک گیلاس کرم نعناع (به فرانسوی: Crème de menthe تلفظ می‌شود [kʁɛm də mɑ̃t]) همراه با خود را صحنه اجرا برد و آن را زیر پیانو قرار داد. اجرای راخمانینوف در این روز بی‌نظیر بود و سبب شد که وی واریاسیون ۲۴ را به نام Crème de menthe نامگذاری کند.